# Новознам'янка (Сватівський район)
Новозна́м'янка — село в Україні, у Троїцькій селищній громаді Сватівського району Луганської області. Населення становить 376 осіб. До 2017 року орган місцевого самоврядування — Новознам'янська сільська рада.
Село постраждало внаслідок геноциду українського народу, вчиненого урядом СРСР у 1932—1933 роках, кількість встановлених жертв — 34 людей.

## Також
- Перелік населених пунктів, що постраждали від Голодомору 1932—1933 (Луганська область)